# Taractichthys longipinnis
Taractichthys longipinnis es una especie de peces de la familia Bramidae en el orden de los Perciformes.

## Morfología
• Los machos pueden llegar alcanzar los 100 cm de longitud total.

## Distribución geográfica
Se encuentra en el  Atlántico oriental (desde Islandia y Noruega hasta el Golfo de Guinea y Namibia), el  Atlántico occidental (desde Nueva Escocia y el norte del Golfo de México hasta Puerto Rico). Ausente del Mediterráneo.